# Rumyana Neykova
Rumyana Neykova (Búlgaro: Румяна Нейкова; nacida el 6 de abril de 1973 en Sofía) es un remera búlgara. Compitió en los Juegos Olímpicos de Barcelona 1992, en los de 1996, 2000 (ganó una medalla de plata en scull individual), 2004 (ganó la medalla de bronce en scull individual) y 2008 (ganó la medalla de oro en scull individual). Es la entrenadora de su marido Svilen Neykov. En 2002 batió el récord del mundo con un tiempo de 7:07:41 el 21 de septiembre en Sevilla y fue nombrada Deportista del año en Bulgaria, así como Remera del año para la FISA.